# Ev’ry Night
Ev’ry Night – singel polskiej tancerki i piosenkarki Mandaryny wydany w 2005.
Piosenka została wydana jako pierwszy singel promujący drugą płytę Mandaryny pt. Mandarynkowy sen. Do utworu powstał teledysk, który został nakręcony w Chorwacji.
Utwór dotarł do 1. miejsca Codziennej Listy Przebojów Radia Bielsko.
W 2005 z tą piosenką Mandaryna zajęła drugie miejsce w głosowaniu widzów o Słowika Publiczności podczas konkursu o Bursztynowego Słowika na konkursie Sopot Festival 2005.

## Formaty i listy utworów singla
- CD Single[4]

1. „Ev’ry Night” – 3:08

- CD Maxi-Single[5]

1. „Ev’ry Night”
2. „I Wanna Fly”
3. „Stay Forever”
4. „Twoje przeznaczenie”
5. „You Are My Music”